# Teorema împărțirii cu rest
În algebră, teorema împărțirii cu rest exprimă algoritmul procesului de împărțire între două numere la care se obține un rezultat întreg și un rest neîntreg.

## Enunțul teoremei
Fie a (deîmpărțit) și b (împărțitor) două numere întregi, cu condiția ca b să fie nenul. Există și sunt unice numerele întregi q (câtul) și r (restul împărțirii), astfel încât să fie satisfăcute simultan condițiile:
- {\displaystyle a=b\cdot q+r}
- {\displaystyle r<|b|}

## Demonstrație
Demonstrația teoremei conține două părți: prima, demonstrația existenței lui q și r, a doua, demonstrația unicității lui q și r.

### Existența câtului și restului
Se consideră mulțimea 
{\displaystyle S=\left\{a-nd:a,d,n\in \mathbb {Z} ,d\neq 0\right\}.}
Se poate demonstra că mulțimea S conține cel puțin un element întreg nenegativ. Sunt două cazuri care trebuie luate în considerare.
- Dacă a este nenegativ, atunci se alege n = 0.
- Dacă a este negativ, atunci se alege n = a.

În ambele cazuri, a - nd este nenegativ, de unde rezultă ca S conține întotdeauna cel puțin un întreg nenegativ. Se deduce că S conține un cel mai mic întreg nenegativ r. Prin definiție, r = a - nd pentru un anumit n.  Fie q acest n. Atunci, ecuația devine a = qd + r.
Rămâne de demonstrat că 0 ≤ r < |d|. Prima inegalitate este adevărată ca urmare a alegerii lui r ca întreg nenegativ. Pentru a doua inegalitate (strictă), se presupune că r ≥ |d|. Pentru că d ≠ 0, r > 0, și d > 0 sau d < 0.
- Dacă d > 0, atunci r ≥ d implică a-qd ≥ d.  Ceea ce implică a-qd-d ≥0, implicând că a-(q+1)d ≥ 0.  Deci, a-(q+1)d is in S și, deoarece a-(q+1)d=r-d cu d>0 știm a-(q+1)d<r, contrazice ipoteza că r a fost elementul cel mai mic întreg nenegativ al lui S.

- Dacă d<0 atunci r ≥ -d implică a-qd ≥ -d.  Aceasta implică a-qd+d ≥0, implicând că a-(q-1)d ≥ 0.  Deci, a-(q-1)d este în S și, deoarece a-(q-1)d=r+d cu d<0 știm că a-(q-1)d<r, contrazice ipoteza că r a fost elementul cel mai mic întreg nenegativ al lui S.

În ambele cazuri, am demonstrat că r > 0 nu este cel mai mic întreg nenegativ al lui S, ceea ce este o contradicție, deci trebuie să avem r < |d|. Aceasta demonstrează complet existența lui q și r.

### Unicitatea
Presupunem că există q, q' , r, r'  cu 0 ≤ r, r'  < |d| qstfel încât a = dq + r și a = dq'  + r' . Putem considera, fără a reduce generalitatea demonstrației, q ≤ q' .
Scăzând cele două ecuații rezultă: d(q' - q) = (r - r' ). 
Dacă d > 0, atunci r'  ≤ r și r < d ≤ d+r' , deci (r-r' ) < d. Similar, dacă d < 0, atunci r ≤ r'         și r' < -d ≤ -d+r, deci -(r- r' ) < -d.  Combinând cele două ecuații |r- r' | < |d|. 
Ecuația inițială implică: |d| divide |r- r' |; deci sau |d| ≤ |r- 'r' | sau |r- r' |=0. Deoarece am stabilit că |r-r' | < |d|, putem concluziona că prima variantă nu poate fi adevarată. Deci, r=r' . 
Înlocuind în cele două ecuații inițiale rezultă dq = dq'  și, deoarece d nu este 0, trebuie să avem q = q'  ceea ce demonstrează unicitatea.